# 무학로 (창원시)
무학로(Muhak-ro)는 창원시 마산합포구 월영동 밤밭고개삼거리와 마산회원구 석전동 석전사거리를 잇는 연장 6.8km의 창원시의 시내 외곽도로이다. 인근의 무학산에서 따온 명칭이며, 거의 모든 구간이 무학산 중턱을 지나기 때문에 마산에서는 흔히 이 도로를 산복도로(山腹道路)라 부른다. 1992년 12월에 완전 개통되었다.
창원시내 북서부지역에서 남서부지역을 오갈때 시내도로 정체시에 많이 이용하는 도로이기도 하다. 또한 통영·거제 등지에서 동마산지역으로 통하는 길목 역할을 담당하고 있기도 하며, 부산-통영 등의 일부 시외버스가 이 도로를 통과하기도 한다. 예전에는 통영·거제 등지에서 내서읍으로도 가장 빨리 접근 할 수 있어 차량 통행량이 많아 정체가 심했으나, 2005년 쌀재터널의 개통으로 이러한 현상은 다소 완화되었다.

## 역사
- 1979년 : 착공
- 1980년대 초중반 : 밤밭고개-완월동 구간 우선 개통, 완월동-석전사거리 구간은 보상 지연문제로 연기
- 1989년 10월 : 건설부 지원으로 완월동-석전사거리 구간 공사 재개
- 1992년 12월 : 전구간 완전 개통

## 주요 경유지
- 밤밭고개삼거리 ~ 만날고개입구 ~ 완월동 ~ 한우아파트삼거리 ~ 서원곡입구 ~ 삼학사 ~ 석전사거리

## 구성

### 차로수
- 밤밭고개 ~ 한우아파트 : 왕복4차로
- 한우아파트 ~ 석전사거리 : 왕복6차로

### 제한속도
- 전구간 최고 70km/h

## 벽화
무학로 시종점인 밤밭고개삼거리와 석전사거리, 교동초등학교, 합포고등학교 지점에 각각 벽화가 설치되어 있다. 평균 2년마다 교체하고 있으며, 주로 마산시를 상징하는 내용이 그려져 있으며, 경남은행 등의 지역 기업의 로고도 그려져 있다.